# Markstedt & Söner

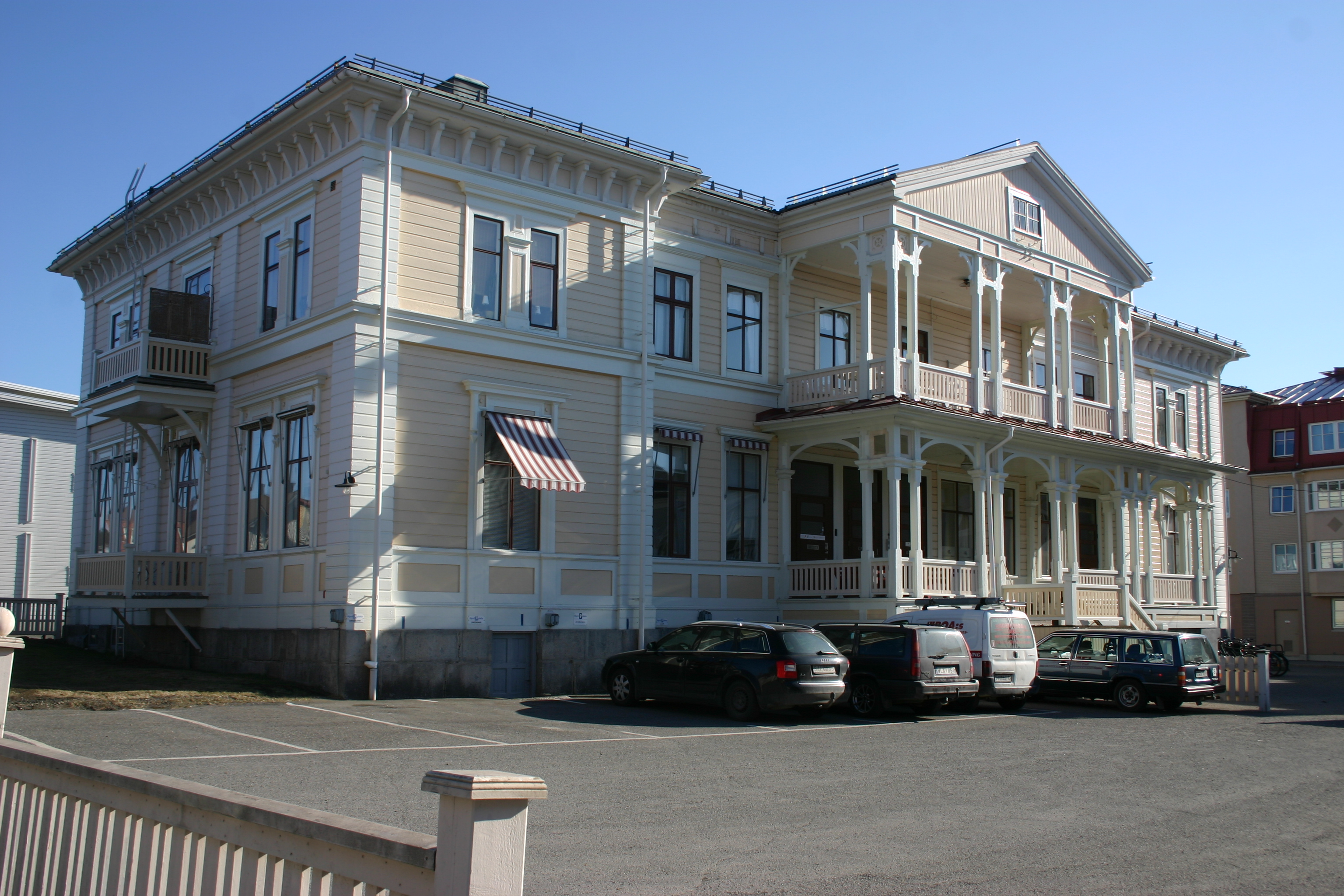
Byggnadsminnet Markstedtska gården i Skellefteå byggdes av David Reinhold Markstedt 1881.

A. Markstedt & Söner eller Markstedtska handelshuset var ett handelshus och trävaruföretag som var verksamt i Skellefteå under främst andra halvan av 1800-talet. Firman grundades 1866 av Anders Markstedt (1804–1870) som var en affärsintresserad bondson från Myckle och som blev en av de första husägarna i staden Skellefteå sedan den grundats 1845. Med i företaget var från början sönerna Hans Vilhelm och David Reinhold, från 1870 även sönerna Anton och Johan. Under 1800-talets sista decennier dominerade företaget trävaruhandeln i Skellefteregionen.

## Trävaror
Inledningsvis ägnade sig handelshuset i stor utsträckning åt handel med tjära och exporterade i slutet av 1860-talet 12 000 tunnor per år. Därefter gav man sig in i den expanderande sågverksindustrin. År 1869 förvärvades Lejonströms vattensåg i Skellefteå stad, Sävenäs ångsåg vid Skellefteälvens utlopp samt Ursviks ångsåg på Björnsholmen i Ursviksfjärden. De två förstnämnda sågverken moderniserades, medan det sistnämnda ersattes med en helt ny, modern ångsåg med fyra ramar. Med Lejonströms sågverk följde stockfångstprivilegier längs Skellefteälven och dess biflöden. För att ytterligare säkra råvarutillgången köpte företaget upp hemman och avverkningsrätter i samma område, liksom även kring andra vattendrag i norra Västerbotten såsom Bureälven, Byskeälven, Kågeälven samt Sikån och Risån, två biflöden till Rickleån. År 1897 uppgick den samlade produktionen till omkring 60 000 kubikmeter sågade trävaror.

## Skeppsbyggeri
I handelshuset fanns också en betydande varvsverksamhet på Alderholmen i Ursviken, där högsjöseglare byggdes.

### BarkenAntoinette
År 1878 sjösattes barkskeppet Antoinette som med sina drygt 980 ton var det näst största fartyg som någonsin byggts i Västerbotten. År 1882 strandade fartyget i Manilla efter en tyfon och dömdes ut, men hon köptes ändå av ett rederi och bogserades till ett varv i Hongkong, där hon sattes i stånd igen. Under några år förde hon emigranter mellan Hongkong och Amerika men gjorde även resor till Australien. År 1898 återköptes hon till Sverige av Björkegren & Co i Simrishamn och såldes 1915 till Rederi AB Segel i Stockholm. Den 21 oktober 1916, när Antoinette var på väg över Skagerrak från Göteborg till Tyne med en last av pitprops, stoppades hon av en tysk ubåt, sattes i brand och sjönk. Skeppet konstruerades av skeppsbyggmästaren Nicanor Sandström.